# Etaxalus granulipennis
Etaxalus granulipennis là một loài bọ cánh cứng trong họ Cerambycidae.